# Antynorma
Antynorma albo kontranorma norma będąca w sprzeczności wobec normy istniejącej i dominującej w społeczeństwie lub w węższym zakresie w grupie społecznej. Antynormy wprowadzane są do grupy społecznej najczęściej przez jednostki działające w klikach.